# Det islandske fallosmuseum
Det islandske fallosmuseum (islandsk: Hið Íslenska Reðasafn) i Reykjavík i Island er verdens største udstilling af falloser. Museet har 280 eksemplarer af peniser fra 93 dyrearter der i blandt 55 peniser fra hvaler, 36 fra sæler og 118 fra landpattedyr. Disse er balsameret i formaldehyd eller ligger tørret i montre. Museet forsøger at samle penisprøver fra alle pattedyr på Island. 
Sigurður Hjartarson, en tidligere lærer, grundlagde museet og det drives nu af hans søn. Museet opstod som følge af Sigurðurs interesse for peniser der begyndte da han som barn fik en pisk lavet af en tyrs penis.